# Rae Morris

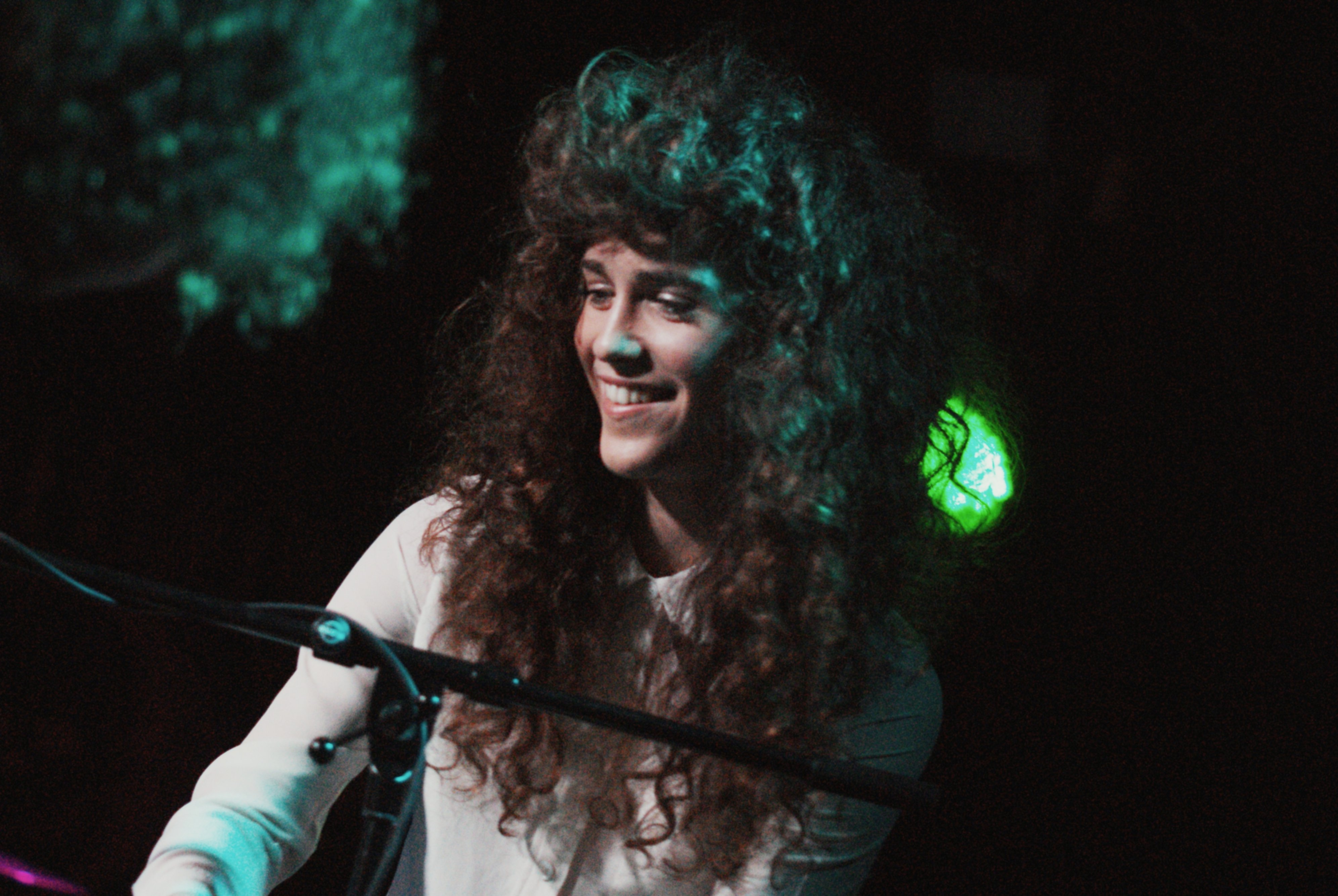
Rae Morris, 2012

Rae Morris (* 2. September 1992 als Rachel Anne Morris) ist eine britische Singer-Songwriterin aus Blackpool, deren Debütalbum im Jahr 2015 erschien.

## Werdegang
Rae Morris fing im Alter von etwa vier Jahren an Klavierunterricht zu nehmen. In den späteren Teenagerjahren schrieb sie erste eigene Lieder und begann damit aufzutreten, sich selbst auf dem Piano begleitend. Gleichzeitig besuchte sie das Cardinal Newman College in Preston, wo sie Kurse in Musik und Theater belegte.
Im Jahr 2011 wurde BBC auf Rae Morris aufmerksam und gab ihr die Möglichkeit, am Reading and Leeds Festival aufzutreten. In Folge unterschrieb sie Verträge mit Universal und Atlantic Records.
Aus ihrer ersten Zusammenarbeit mit Plattenfirmen resultierte die Single Don't Go, die 2012 als Soundtrack zur Serie Skins verwendet wurde. Im Sommer 2013 ging sie nach Los Angeles und nahm dort zusammen mit Produzent Ariel Rechtshaid ihr Debütalbum auf.
Es folgten weitere Singles sowie EPs, von denen es Under the Shadows im Jahr 2015 als erste ihrer Veröffentlichungen in die britischen Charts schaffte. Ebenfalls 2015 wurde dann ihr Debütalbum unter dem Titel Unguarded veröffentlicht, das in den Charts bis auf Platz 9 vorstieß. Das Album erhielt bei Metacritic eine Wertung von 77/100. Der Allmucis-Rezensent Matt Collar beschrieb die Musik als "fesselnden, hypnotischen Pop", dessen Atmosphäre die Kate Bush der 80er heraufbeschwöre.
Ihr zweites Album Someone Out There  erschien im Februar 2018. In den britischen Charts erreichte es Platz 20. Metacritic generierte aus sechs Rezensionen eine Wertung von 74/100.

## Diskografie
Alben
- 2015 – Unguarded
- 2018 – Someone Out There

Singles und EPs
- 2012 – For You (EP)
- 2012 – Don't Go
- 2013 – Grow (EP)
- 2013 – From Above (EP)
- 2014 – Do You Even Know?
- 2014 – Cold
- 2014 – Closer (EP)
- 2015 – Under the Shadows
- 2015 – Love Again
- 2017 – Reborn